# 佩德朗
佩德朗（葡萄牙語：Pedrão）是巴西巴伊亚州的一个市镇。总面积172.458平方公里，总人口6900人，人口密度40人/平方公里。